# Archanara sparganii
Archanara sparganii là một loài bướm đêm trong họ Noctuidae.